# دي توماسو
دي توماسو مودينا سبا: شركة إيطالية لتصنيع السيارات، تأسست من قبل الأرجنتيني أليخاندرو دي توماسو (1928-2003) في مدينة مودينا في عام 1959. وكانت تنتج مختلف النماذج وسيارات السباق، بما في ذلك سيارة فورمولا 1 لفريق فرانك وليامز في عام 1970. بدأت الشركة بتطوير وإنتاج السيارات الرياضية والسيارات الفاخرة من 1976-1993 و امتلكت دي توماسو شركة مازيراتي الإيطالية لصناعة السيارات الرياضية، واصبحت مسؤولة عن إنتاج السيارات بما في ذلك مازيراتي بيتوربو ومازيراتي كيالامي ومازيراتي كواتروبورتي. كما امتلكت دي توماسو شركة الدراجات النارية موتو كوزي من 1973 إلى 1993.
ذهب دي توماسو إلى التصفية في عام 2004،  على الرغم من استمرار إنتاج سيارة جديدة بعد هذا التاريخ. وبحلول عام 2008 كان يجري البحث عن مشتر لمصنع دي توماسو والعلامات التجارية، وفقا للمصنفين الذين عينتهم المحكمة. في عام 2009 اشترت جيان ماريو روسينو العلامة التجارية دي توماسو وأسس شركة جديدة باسم دي توماسو أوتوموبيلي سبا روسينو والتي قامت بتجميع الهيكل والهيئات في واحدة من مرافق الإنتاج القديمة دلفي أوتوموتيف في ليفورنو وتناسب هيكل السيارة، والطلاء، وفي المصنع بينينفارينا السابق في غرولياسكو إيطاليا.
في عام 2014 تم إغلاق ورشة العمل الأصلي في مودين.

## وصلات خارجية
- The De Tomaso official site
- DeTomaso Parts Center Europe
- Pantera Club Switzerland
- De Tomaso Guarà
- The registry for DeTomaso Automobiles
- Ron Hyde's De Tomaso Cars page Information, data, and literature on De Tomaso cars.